# Kapuzenpfäffchen
Die Einteilung der Lebewesen in Systematiken ist kontinuierlicher Gegenstand der Forschung. So existieren neben- und nacheinander verschiedene systematische Klassifikationen. 
Das hier behandelte Taxon ist durch neue Forschungen obsolet geworden oder ist aus anderen Gründen nicht Teil der in der deutschsprachigen Wikipedia dargestellten Systematik.
Das Kapuzenpfäffchen (Sporophila melanops) ist eine heute ungültige Vogelart der Tangaren (Thraupidae) aus Brasilien, von der nur das männliche Typusexemplar aus dem Jahre 1823 bekannt ist. Das Exemplar wurde im Oktober 1823 von Josef Natterer aus einem Schwarm von anderen Finken am Rande eines Sees 15 km nördlich von Registro do Araguaia am Rio Araguaia an der mittleren Westgrenze des Bundesstaates Goiás im südlichen Brasilien gefangen und befindet sich heute im Naturhistorischen Museum Wien. Die Art gilt als möglicherweise ausgestorben, jedoch konnte der britische Ornithologe Guy M. Kirwan in einer genetischen Studie aus dem Jahr 2016 darlegen, dass es sich bei Sporophila melanops nicht um ein gültiges Taxon, sondern wahrscheinlich um eine Hybride handelt.
Das Exemplar hat eine Körperlänge von 11 cm und ist so ungewöhnlich gefärbt, dass es von manchen Wissenschaftlern wechselnd für einen Hybriden oder ein abnormes Exemplar des Gelbbauchspelzers (Sporophila nigricollis) gehalten wurde. Die Flügellänge beträgt 55 mm, die Schwanzlänge 41 mm und die Schnabellänge 8 mm. Das Männchen hat eine schwarze Haube und Kehle. Die Oberseite ist olivfarben. Die Unterseite zeigt ein schmutziges braungelb. Es befand sich stark in der Mauser. Das verwandte Gelbbauchpfäffchen weist im Vergleich eine hellgelbe Unterseite auf und die Schwarzfärbung erstreckt sich bis zur Oberbrust. 
Beschrieben wurde die Art erst 1870 von dem österreichischen Ornithologen August von Pelzeln.